# Parapsammodius bidens
Parapsammodius bidens är en skalbaggsart som beskrevs av Horn 1871. Parapsammodius bidens ingår i släktet Parapsammodius och familjen Aphodiidae. Inga underarter finns listade i Catalogue of Life.